# Alaska Taufa
Pour le joueur tongien de rugby à XV né en 1995, voir Toma'akino Taufa.

a Compétitions nationales et continentales officielles uniquement.

b Matchs officiels uniquement.
Dernière mise à jour le 21 janvier 2023.
Alaska Taufa, né le 24 juillet 1983 à Ha'ateiho (Tonga), est un joueur international tongien de rugby à XV qui évolue aux postes d'ailier ou de centre. Depuis 2022, il joue au Stade olympique voironnais en Fédérale 2.

## Club
- 2010-2014 : Akita Northern Bullets
- 2014-2017 : US Oyonnax
- 2017-2021 : FC Grenoble
- 2021-2022 : Valence Romans Drôme Rugby

En 2017, il s'engage avec le FC Grenoble, relégué en Pro D2, pour un an avec une autre année en option. Le 8 janvier 2019, Grenoble annonce la prolongation de son contrat jusqu'en juin 2020. 

## Palmarès
- Champion de France de Pro D2 en 2017 avec l'US Oyonnax
- Vainqueur du barrage d'accession au Top 14 en 2018 avec le FC Grenoble